# Лобо Эсколар, Виктор
Виктор Лобо Эсколар (исп. Victor Lobo Escolar) — испанский биатлонист. Выступает за клуб «Стадиум Касабланка» из Сарагосы.

## Карьера
До перехода в биатлон занимался зимним триатлоном. Является 7-кратным чемпионом Испании (2004—2010), чемпионом Европы 2005 года и чемпионом Южной Америки 2005 года. В 2008 году принял участие в чемпионате Испании по лыжным гонкам, где в гонке на 10 км свободным стилем финишировал 10-м. В 2008 году признан спортсменом года Арагона.
Дебютировал в Кубке IBU в сезоне 2012/2013 года в спринте на первом этапе в шведском Идре, финишировав 113-м. Свой лучший результат показал в сезоне 2013/2014 в Идре, где в спринтерской гонке занял 35-е место и заработал первые очки в зачёт Кубка IBU.
В сезоне 2013/2014 впервые выступил в Кубке мира на этапе в немецком Оберхофе. В своей первой гонке — спринте — финишировал 82-м.
В 2013 году выступил на чемпионате мира по биатлону в чешском Нове-Место, где занял 94-е место в индивидуальной гонке, 120-е в спринте и 29-е место в эстафете.
Квалифицировался на Олимпийские игры в Сочи.